# Покровский сельский округ (Дмитровский район)
Покровский сельский округ — упразднённая административно-территориальная единица, существовавшая на территории Дмитровского района Московской области в 1994—2006 годах.
Покровский сельсовет был образован в первые годы советской власти. По данным 1923 года он входил в состав Соголевской волости Клинского уезда Московской губернии.
В 1926 году Покровский с/с включал село Покровское, деревни Благовещенье и Михалево, а также 15 хуторов и 1 мельницу.
В 1929 году Покровский с/с был отнесён к Дмитровскому району Московского округа Московской области.
27 февраля 1935 года Покровский с/с был передан в Коммунистический район.
4 января 1952 года из Ивановского с/с в Покровский было передано селение Зуево. Тогда же из Покровского с/с в Богдановский было передано селение Михалево.
14 июня 1954 года к Покровскому с/с был присоединён Богдановский (селения Богданово, Жирково, Копылово, Михалево, Нечаево, Софрыгино, Трехденево и Чешково) с/с.
7 декабря 1957 года Коммунистический район был упразднён и Покровский с/с вошёл в Дмитровский район.
27 августа 1958 года к Покровскому с/с были присоединены селения Соколовский Починок, Трёхсвятское и Чернеево упразднённого Трёхсвятского с/с.
20 августа 1960 года из Покровского с/с в Больше-Рогачёвский были переданы селения Соколовский Починок и Трёхсвятское.
1 февраля 1963 года Дмитровский район был упразднён и Покровский с/с вошёл в Дмитровский сельский район. 11 января 1965 года Покровский с/с был передан в восстановленный Дмитровский район.
3 февраля 1994 года Покровский с/с был преобразован в Покровский сельский округ.
В ходе муниципальной реформы 2004—2005 годов Покровский сельский округ прекратил своё существование как муниципальная единица. При этом все его населённые пункты были переданы в сельское поселение Большерогачёвское.
29 ноября 2006 года Покровский сельский округ исключён из учётных данных административно-территориальных и территориальных единиц Московской области.